# 篠崎公園

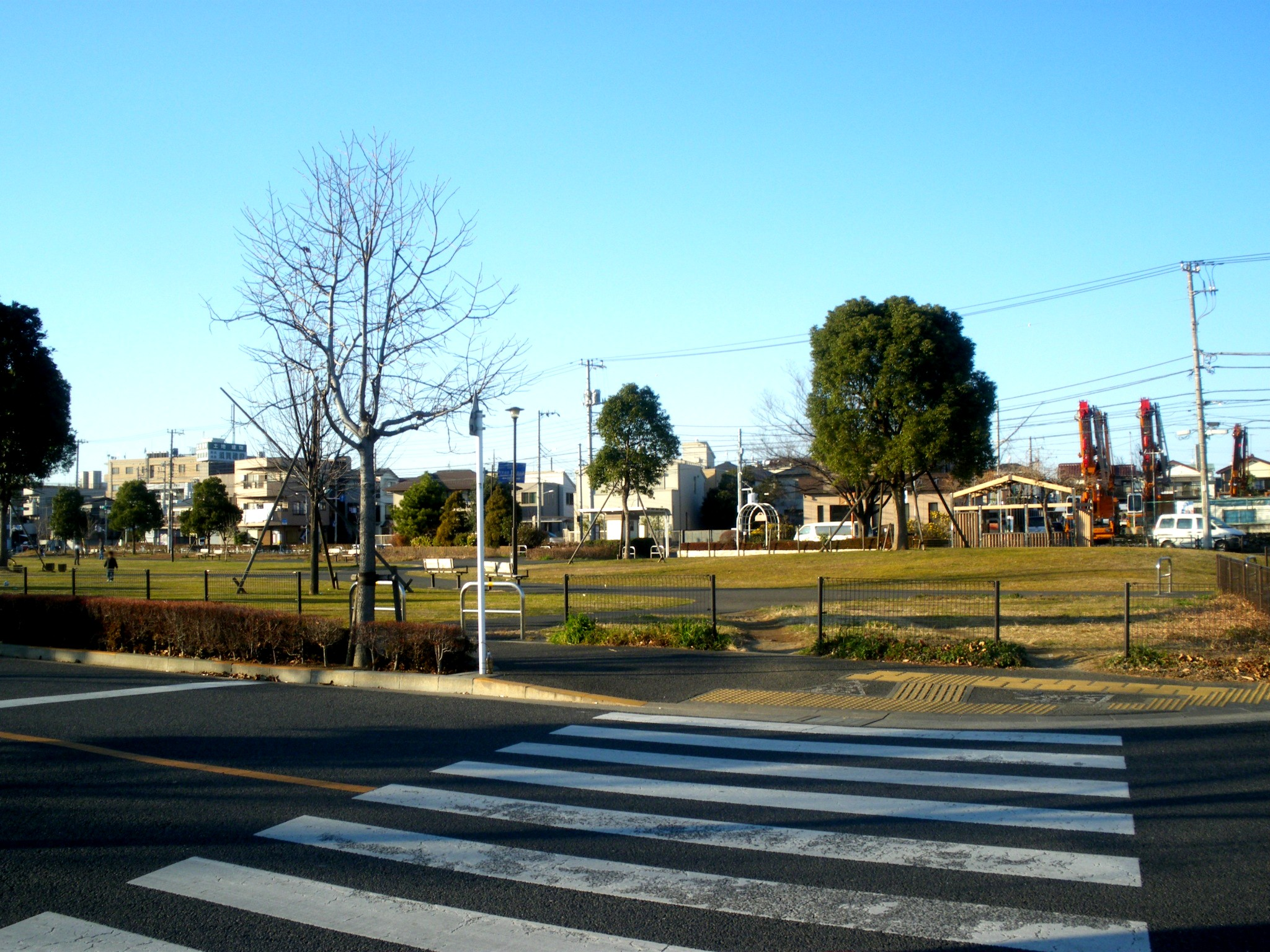
篠崎公園(B地区)

篠崎公園（しのざきこうえん）は、東京都江戸川区にある東京都立の公園である。上篠崎、篠崎町、西篠崎、谷河内、南篠崎町、鹿骨にまたがる（いずれも江戸川区）。

## 歴史
当公園の起源は1940年に紀元2600年事業のひとつとして計画された篠崎緑地である。1942年までに154ヘクタールが買収されたが、太平洋戦争により整備が中断。戦時中は高射砲陣地などか置かれ、飛行場も建設された。戦後は農地改革によって買収済みであった公園用地のほぼ全てを耕作者に開放した。
1957年、篠崎公園は163.8ヘクタールの公園として都市計画決定され、再び用地買収を開始。北側のまとまった用地を公園として整備し、1967年7月26日に開園した。しかし対象地域の宅地化が進行したため、1976年に計画面積を一気に86.8ヘクタールに削減した。しかしこの削減にあたっても、A地区とB地区を接続する「回廊部分」はかろうじて計画地域に残した。
2012年2月27日、東京都公園審議会は篠崎公園の整備計画を答申した。現在では運動場や多目的広場など約28ヘクタールが完成しているが、今後もこの答申に基づく整備が予定されており、篠崎町や谷河内近辺のいたるところに篠崎公園用地が点々と存在している。

### 高規格堤防
公園の江戸川側は江戸川高規格堤防事業の篠崎公園地区として2016年度から事業が始まり、2026年度完成をめどに嵩上げ工事が行われている。約6.4ヘクタール。完成後は大規模救出救助活動拠点となる。

## 特徴
江戸川区上篠崎を中心とした部分をA地区（こちらがメイン）、江戸川区鹿骨を中心とした部分をB地区または鹿骨地区と呼ぶ。
前述の通り本公園は未完成であり、まとまった広大な土地が確保された部分では、スポーツ施設をはじめ、広い芝山や児童遊園などが設けられ、周辺住民を中心に多くの人に利用されている。一方、住宅街の中で部分的に公園用地が確保された箇所も点在し、そのほとんどは緑地として開放されている。
A地区は一級河川の江戸川と隣接しており、河川敷上には篠崎緑地や江戸川グランド、当公園から多少距離はあるが篠崎ポニーランドがある。これらの緑地地帯とあわせ、当公園は江戸川区東部では貴重な緑地スペースになっており、園内には高さ3メートル以上の高木が6,560本、低木が11,000株植えられている。
春には桜の広場で40本の桜を見ることができる。
毎年秋に開催される江戸川区民まつりの会場となり、この日は多くの人で賑わう。また、毎年8月第一土曜日に開催される江戸川区花火大会の花火観覧スポットとしても利用されている。

## 主な施設
各スポーツ施設（野球場、テニスコート）は予約制。

### A地区
住所 ： 東京都江戸川区上篠崎1-25-1
- 野球場
- 小野球場（兼用競技場）
- テニスコート（8面）
- バーベキュー広場（全28区画、完全予約制・利用に関しては問い合わせのこと）
- 多目的広場（2ヶ所）
- 芝山
- 和風広場
- 桜の広場
- 木の砦
- 児童遊園（2ヶ所）
- バスケットゴール
- 更衣棟

### B地区（飛び地）
住所 ： 東京都江戸川区上篠崎4-5-1
- 野球場
- 江戸川区少年野球場
- スポーツ児童遊園
- ドッグラン（利用登録制）

## アクセス
A地区・B地区の主要エリアへのアクセスを記述する。両地区は徒歩で5 - 10分ほど離れている。
A地区
- 鉄道
  - 都営新宿線篠崎駅より徒歩15分
- バス
  - 総武線小岩駅または篠崎駅より京成バス小72系統「浅間神社」下車徒歩3分（篠崎駅からのバスは本数少）
  - 都営新宿線瑞江駅または小岩駅より京成バス小73系統「公園入口」下車徒歩3分
  - 総武線新小岩駅または篠崎駅より京成バス新小71系統「新皆面橋」下車徒歩7分
- 駐車場 ： あり（有料）

B地区
- 鉄道
  - 篠崎駅（西口）より徒歩約6分
- バス
  - 瑞江駅または小岩駅より京成バス小73系統「小岩消防署」または「鹿骨二丁目」下車すぐ。
  - 新小岩駅または篠崎駅より京成バス新小71系統「虹の家」下車すぐ。
- 駐車場 ： あり（有料）

## 開園時間・料金など
- 開園時間:常時開園
- 料金:入園無料。ただし競技場など諸施設の利用は有料なので、詳細は公園事務所に問い合わせが必要。

## 周辺

### A地区
公園・緑地・スポーツ
- 江戸川
- 篠崎緑地（江戸川河川敷内）
- 江戸川グランド（江戸川河川敷内、面数は小岩地域と合算、いずれも利用者登録・予約制）
  - 野球場（20面）
  - 少年野球場（12面）
  - ソフトボール場（4面）
  - サッカー場（9面）
  - ラグビー場（2面）
  - ゲートボール場（24面）

史跡
- 浅間神社
- 妙勝寺

商業
- デイリーヤマザキ
- セブン-イレブン
- 炭化焼肉火炎亭

### B地区
公園・緑地・スポーツ
- 本郷用水親水緑道
- 谷河内テニスコート

史跡
- 高野山慶乗院

商業
- ファミリーマート
- スリーエフ
- 華屋与兵衛
- DCM